# Chamaedorea klotzschiana
El tepejilote ancho (Chamaedorea klotzschiana) es una palma de la familia Arecaceae. Habita en Veracruz, Oaxaca y Chiapas, México. Se encuentra desde 500 metros de altitud sobre el nivel del mar hasta 1200 m. Es una palma pequeña, solitaria, de hojas arqueadas y foliolos anchos verde brillante y agrupados irregularmente. Su tallo es delgado y con anillos. Actualmente se considera casi extinta en el medio silvestre.

## Distribución y hábitat
Endémica de México. En los estados de Veracruz, Chiapas y Oaxaca.

## Descripción
Palma solitaria de hasta 4 metros de alto. Con 4 a 6 hojas por corona, pinnadas, erectas con vaina de hasta 25 a 35 cm de largo y tubulares. Con 12 a 20 pinnas en cada lado del raquis de 20 a 40 cm por 3.6 a 5 cm de ancho, agrupados en 2 a 4 grupos.

### Sinonimia
Nunnezharia klotzschiana (H. Wendl.) Kuntze, 1891